# Róbson Januário de Paula
Róbson Januario de Paula (Itaguaçu, 14 febbraio 1994) è un calciatore brasiliano, difensore svincolato.

## Caratteristiche tecniche
È un difensore centrale.

## Carriera

### Club
Cresciuto nelle giovanili del Bahia, ha esordito in prima squadra il 9 maggio 2015 in un match pareggiato 1-1 contro l'América-MG.

## Statistiche

### Presenze e reti nei club
Statistiche aggiornate al 7 luglio 2017.
| Stagione        | Squadra         | Campionato      | Campionato | Campionato | Coppe nazionali | Coppe nazionali | Coppe nazionali | Coppe continentali | Coppe continentali | Coppe continentali | Altre coppe | Altre coppe | Altre coppe | Totale | Totale | Totale |
| Stagione        | Squadra         | Comp            | Pres       | Reti       | Comp            | Pres            | Reti            | Comp               | Pres               | Reti               | Comp        | Pres        | Reti        | Pres   | Reti   |        |
| --------------- | --------------- | --------------- | ---------- | ---------- | --------------- | --------------- | --------------- | ------------------ | ------------------ | ------------------ | ----------- | ----------- | ----------- | ------ | ------ | ------ |
| 2013            | Sagan Tosu      | J1              | 0          | 0          | CI+CJL          | 1+0             | 0               |                    | -                  | -                  |             | -           | -           | 1      | 0      |        |
| 2014            | Bahia           | A+BAI           | 0          | 0          | CB              | 0               | 0               |                    | -                  | -                  | CDN         | 0           | 0           | 0      | 0      |        |
| 2015            | Bahia           | B+BAI           | 27+4       | 0+1        | CB              | 5               | 0               | CS                 | 2                  | 0                  | CDN         | 3           | 0           | 41     | 1      |        |
| 2016            | Bahia           | B+BAI           | 0+7        | 0+2        | CB              | 3               | 0               |                    | -                  | -                  | CDN         | 6           | 0           | 16     | 2      |        |
| 2016-2017       | Esteghlal       | PL              | 24         | 0          | CI              | 3               | 0               | ACL                | 9                  | 0                  |             | -           | -           | 36     | 0      |        |
| Totale carriera | Totale carriera | Totale carriera | 62         | 3          |                 | 12              | 0               |                    | 11                 | 0                  |             | 9           | 0           | 94     | 3      |        |

## Palmarès
- Campionato Baiano: 3

Bahia: 2012, 2014, 2015